# Cinemax 2
Cinemax 2 este un canal de televiziune destinat difuzării filmelor lansat în 2009. Este deținut de Warner Bros. Discovery prin HBO.